# Abbazia di Notre-Dame de Boscodon
L'abbazia di Notre-Dame de Boscodon (in francese: abbaye Notre-Dame de Boscodon) è un'abbazia del XII secolo sita nel territorio comunale di Crots, in Francia, dipartimento delle Alte Alpi.

## Storia
Fondata nel 1132, l'abbazia di Notre-Dame de Boscodon fu costruita da monaci eremiti dell'Ordine monastico di Chalais grazie ai doni di Guglielmo di Montmirail. La donazione, datata dal 1130, ebbe luogo sotto Guglielmo da Benevento, futuro arcivescovo di Embrun. Nel 1303 essa passò all'Ordine di San Benedetto, quando l'Ordine monastico di Chalais passò alle dipendenze della Chartreuse.
I monaci vivevano sfruttando le risorse della foresta ed allevando ovini.
Nel XVIII secolo l'abbazia fu riunita all'arcivescovado di Embrun ed una parte dei suoi edifici fu distrutta.
Con la rivoluzione francese l'abbazia e le sue proprietà divennero patrimonio nazionale e gli edifici furono acquistati da Joseph Berte ed una frazione sorse intorno alla chiesa abbaziale, che divenne scuderia, stalla e abitazione.
La frazione fu abbandonata progressivamente durante il XX secolo e quindi i proprietari della costruzione abbaziale decisero di venderla ad un'associazione, su sollecitazione del suo fondatore J. Fatin, che si proponeva di farla ritornare un luogo di culto. I monaci domenicani vi si insediarono ed iniziarono i lavori di restauro. Nel 1974 le parti di edificio acquisite dall'Associazione degli amici dell'abbazia di Boscodon furono classificate in base alla legge sui monumenti storici del 31 dicembre 1913, il che permise l'inizio del loro restauro.
Dopo il 1980 essi sono diretti, per il restauro, dall'architetto capo dei monumenti storici e per i lavori di manutenzione conservativa dall'architetto delle costruzioni di Francia, territorialmente competenti.
Gli studi propedeutici al restauro diretti, come anche i lavori stessi, da Francesco Flavigny, Architetto-capo dei monumenti storici, testimoniano il rigore scientifico delle scelte per il restauro. Queste sono basate in parte sui rapporti relativi a scavi archeologici, confermate spesso da reperti di archivio. Per il restauro dell'ala dei Servitori, la scoperta negli archivi dipartimentali da parte di suor Giovanna-Maria, Superiora dell'abbazia, di un preventivo per i «lavori di ricostruzione dell'ala dei Servitori, parzialmente distrutta dai nemici dello Stato nell'anno 1692» datato 1706, ha fornito preziose informazioni.
Nel 1997 fu risistemato il tetto, costruito venti anni prima in cattive condizioni, eseguiti lavori di sbancamento, di riordino e di sistemazione dell'ovile fiancheggiante la strada che porta all'abbazia 
Nel 1998-1999 è stato realizzato il rialzato al lato del chiostro e il restauro e la sistemazione dell'ala dei Conversi. Tra la fine del 2000 e l'inizio del 2001 è stata elevata la torre campanaria e reinstallata la campana. Nel 2004, il 25 giugno, venne festeggiata la fine dei lavori della parte sud dell'ala dei monaci  e di quelli della cappella di San Marcellino.
Infine, l'acquisto di piccoli appezzamenti vicini all'abbazia le ha conferito maggior spazio aprendo nuove possibilità in futuro.

## Vita religiosa
Oggi l'abbazia è abitata da una comunità non monastica di religiosi.

## Apertura al pubblico
Questo monumento richiama oggi circa ottantamila visitatori all'anno e l'abbazia è stata premiata nel 1989 nel concorso per la miglior accoglienza in musei e monumenti.
L'ala dei Servitori, inaugurata il 29 giugno 1995, offre 425 m2 di superficie utilizzabile per rendere nuovi servizi ai visitatori quali sale per il ricevimento, le riunioni, l'assistenza sanitaria. 
Questi locali vengono altresì usati dall'Associazione degli amici dell'abbazia e dalla Comunità permanente che animano la vita spirituale, liturgica e culturale dell'abbazia.

## Architettura
L'architettura dell'abbazia di Notre-Dame de Boscodon è di tipo romanico-provenzale. Vi si trova l'arte cistercense primitiva, dalla semplicità estrema degli elementi architettonici, dall'armonia dei volumi, dalla qualità della muratura, in particolare la sistemazione delle pietre a giunto vivo.
L'arte romanica è geometrica, tuttavia la simmetria non ne è un elemento fondamentale poiché essa si ispira anche alla natura. Il tracciato dell'abbazia di Boscodon si fonda su figure geometriche semplici. Tracciati con riga e compasso, vi si trovano i simboli della croce, del quadrato, del cerchio e del pentagono. Le misure di riferimento sono il cubito reale e il piede romano.
I monaci costruttori davano una grande importanza al simbolismo degli elementi. L'abbazia fu impostata e orientata in funzione dei ritmi solari, dei corsi d'acqua dei dintorni, della presenza di cave di pietra (non troppo vicine, per il rispetto del silenzio che doveva regnare sul luogo, né troppo lontano per non aumentare le difficoltà di approvvigionamento), della foresta, della presenza di insediamenti umani, ecc. Questa importanza emerge anche nella concezione della costruzione: ripetizione degli elementi secondo i numeri-chiave, quali ad esempio le sette volte come il numero dei giorni della settimana, e con rapporti e proporzioni conformi alla sezione aurea.

## Galleria d'immagini

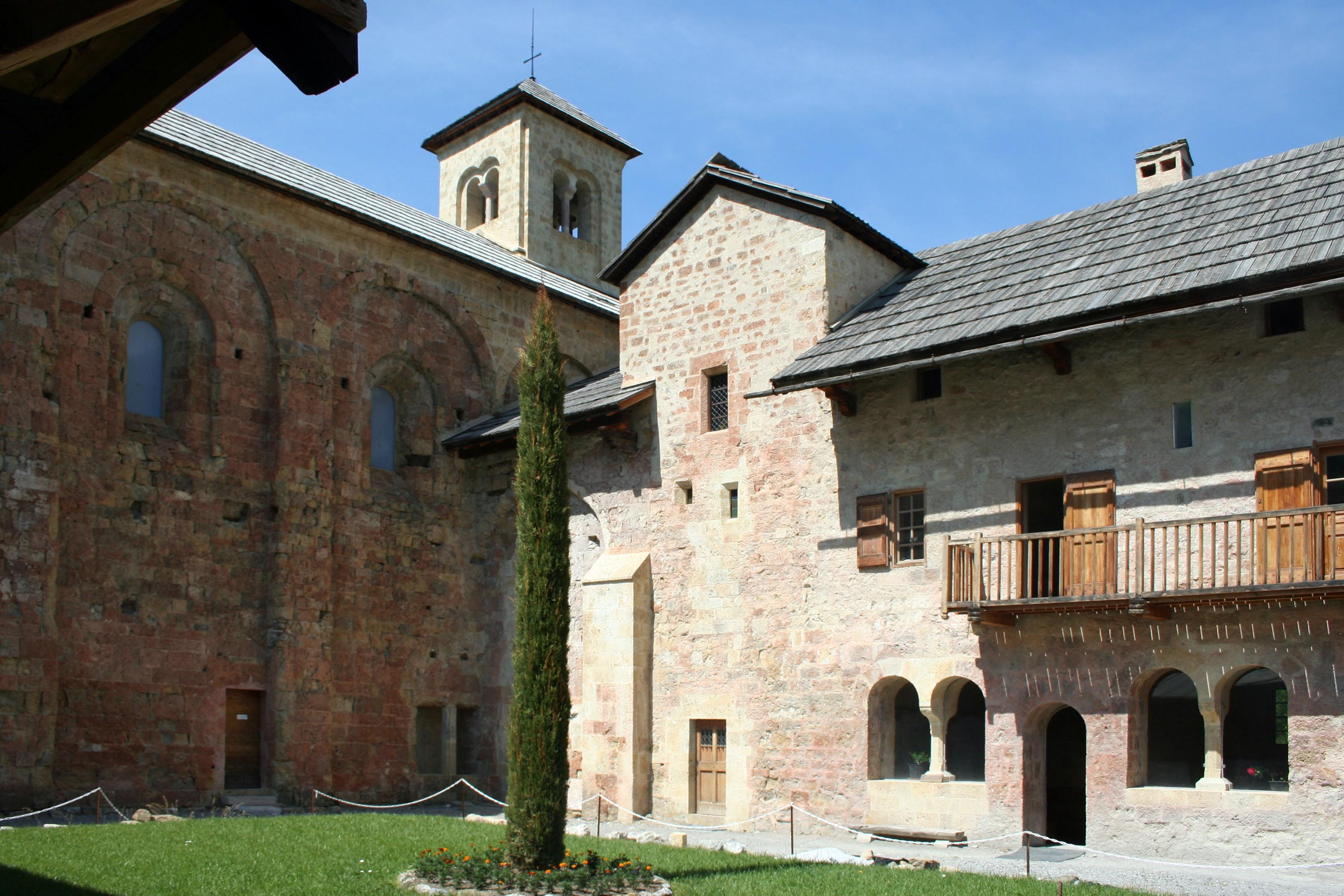
Ubicazione dell'antico chiostro
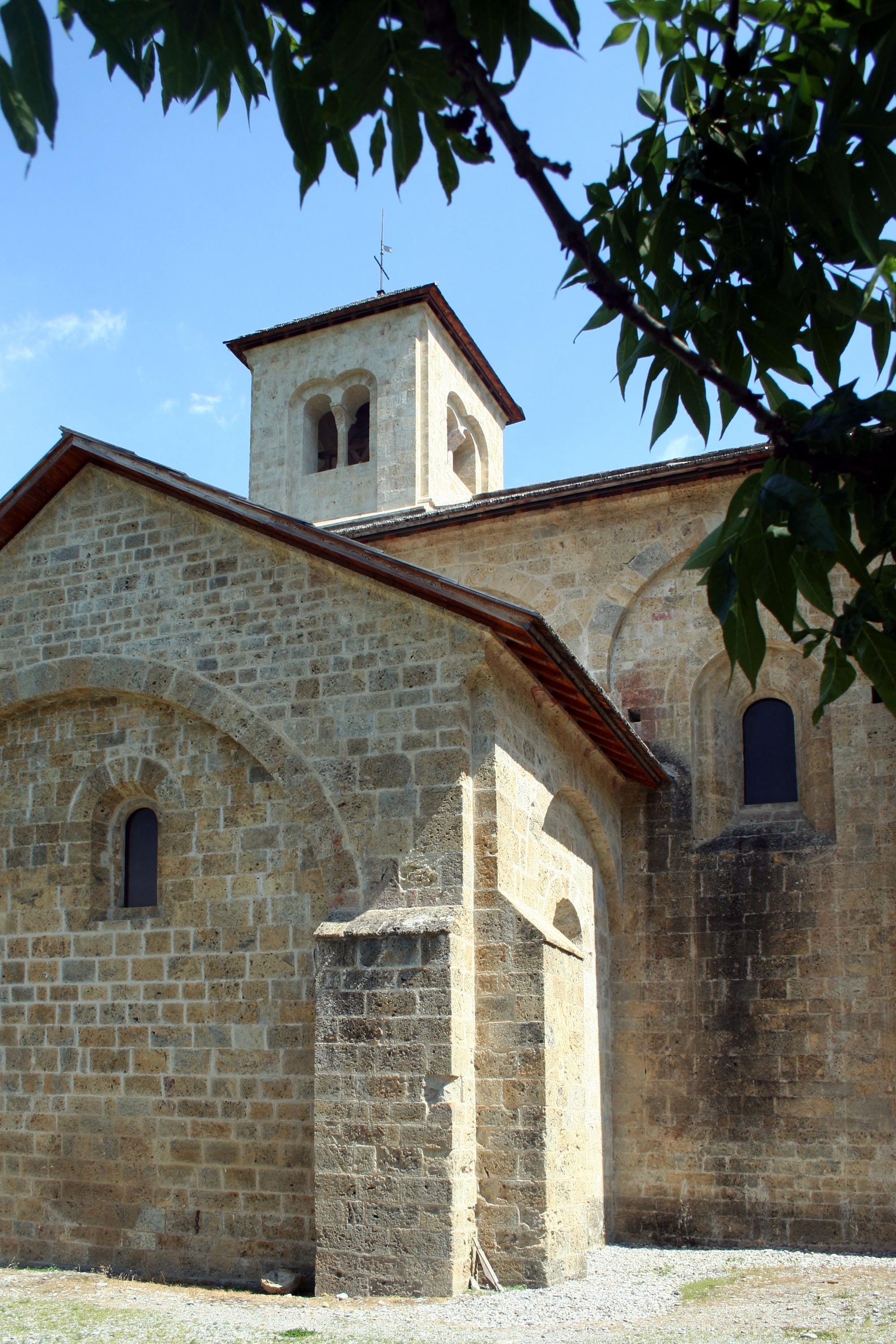
La chiesa: il transetto nord
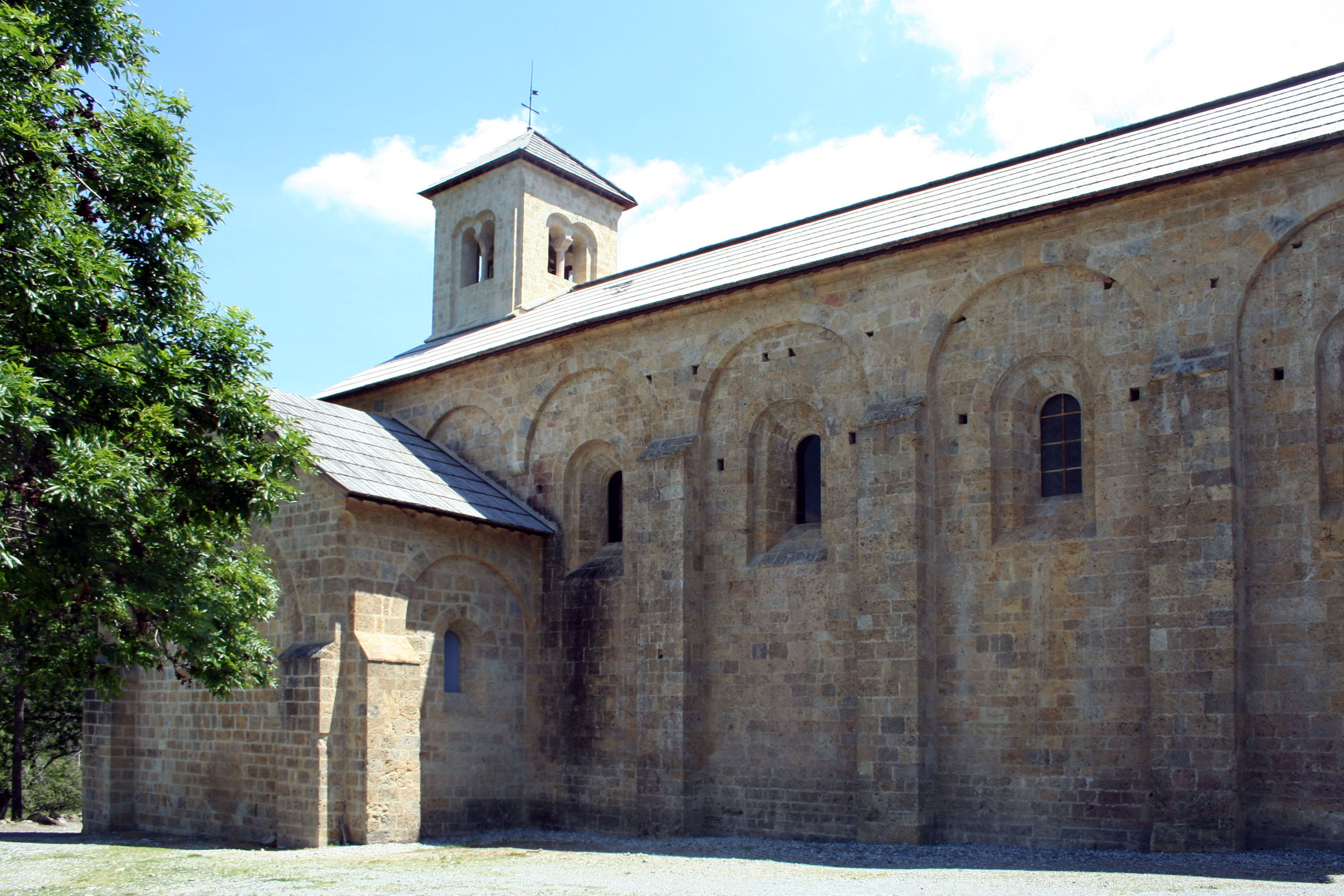
La chiesa: il lato nord
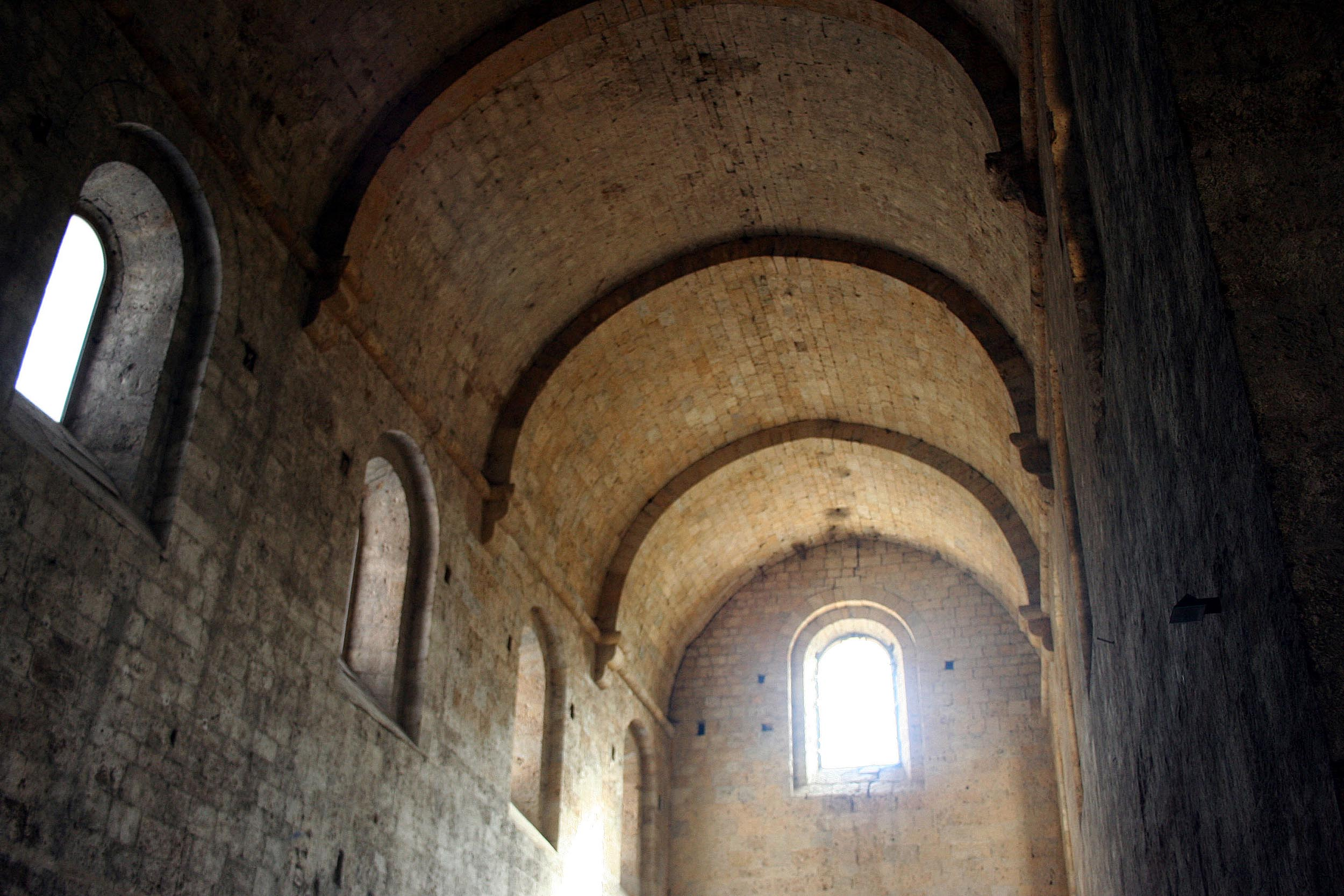
La chiesa: la volta della navata